# 97336 Thomasafleming
97336 Thomasafleming este o planetă minoră (asteroid) din centura de asteroizi. A fost descoperită pe 16 decembrie 1999 la  de . 
Obiectul prezintă o orbită caracterizată de o semiaxă mare de 2,2746273618172 UAi, o excentricitate de 0,25884801850474, o înclinație de 7,8670907314547 ° în raport cu ecliptica.